# Province Illiriche

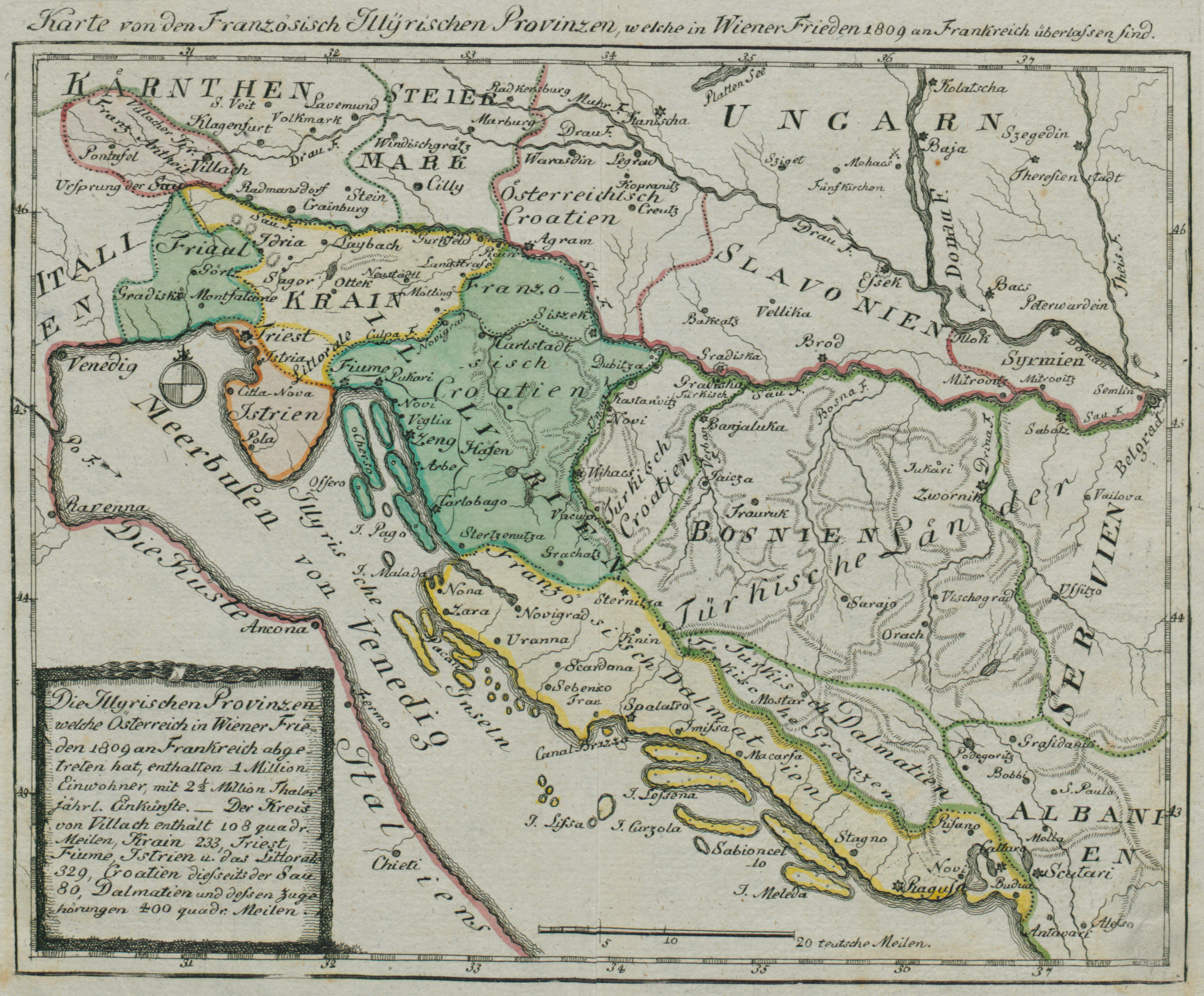
Carta delle Province Illiriche del 1813 in tedesco

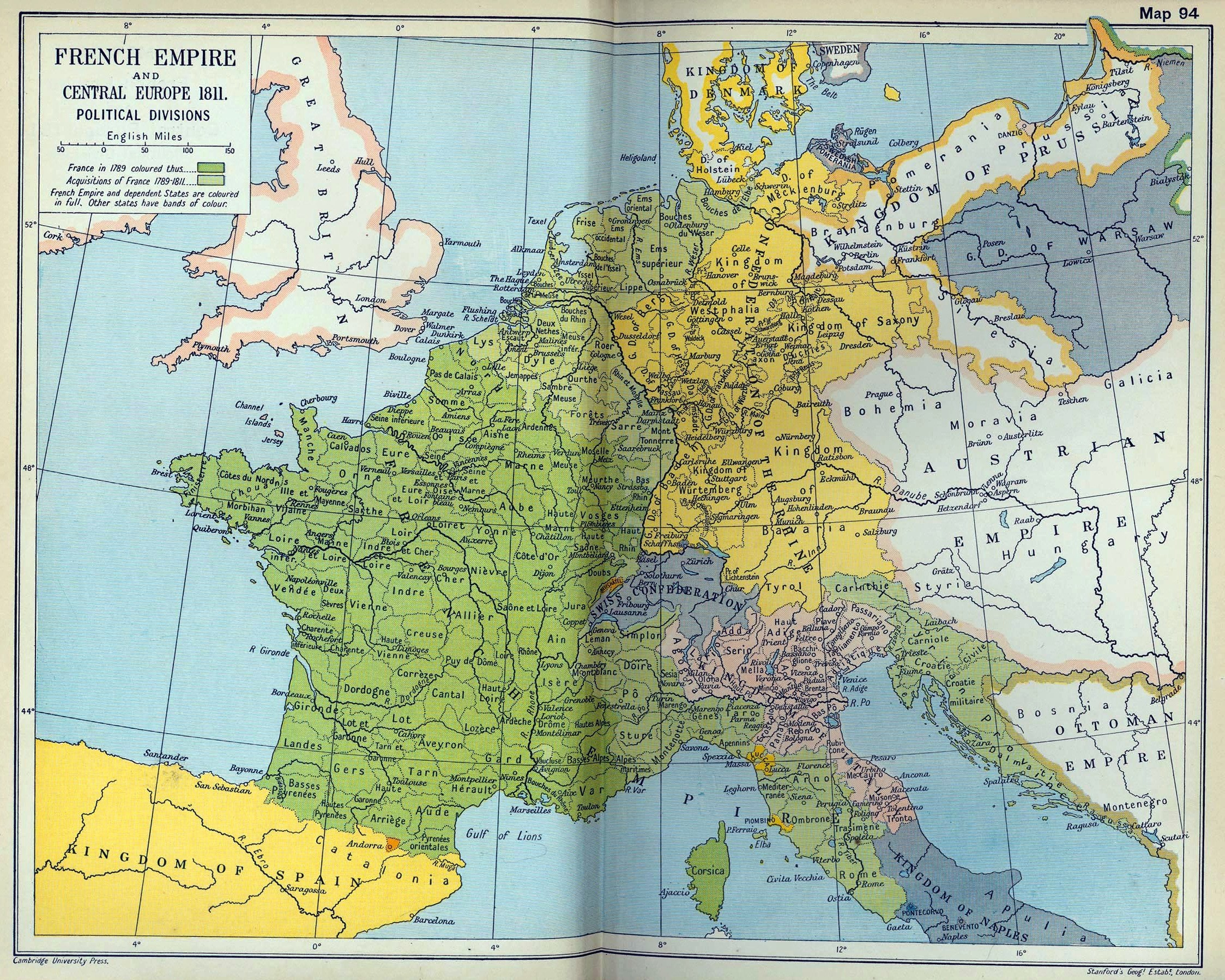
L’impero francese con le Province illiriche nel 1811.
Il confine tra Regno d’Italia e le Province illiriche scorreva lungo l’Isonzo dalla foce alle sorgenti.

Le Province Illiriche (in francese Gouvernement des Provinces Illyriennes) furono un governatorato francese di epoca napoleonica, una sorta di exclave della Francia metropolitana, creato con l'unione dei territori ceduti dall'Impero austriaco e dal Regno Italico napoleonico all'Impero francese per effetto del trattato di Schönbrunn (14 ottobre 1809).
Le Province illiriche, con sede del governatorato a Lubiana, comprendevano tutta la Dalmazia, l'Istria, Ragusa e le Bocche di Cattaro, la Carniola, la Carinzia, la Croazia civile (sud della Sava) e la Croazia militare (con i sei reggimenti di Lika, Otočac, Ogulin, Slunj, Banato I e Banato II). Nel 1810 furono aggiunti i territori alpini circostanti Sillian e Lienz.
Vennero sciolte nel 1813, quando furono rioccupate dall'Austria che aderì alle sesta coalizione anti-napoleonica. Il possesso austriaco verrà ratificato dal Congresso di Vienna del 1814 andando a costituire il Regno d'Illiria in seno all'impero.. Dal 1809 al 1813 l'Austria senza le province Illiriche perse anche l'accesso al mare.

## Storia
Il territorio delle Province Illiriche venne creato per effetto del decreto del 14 ottobre 1809, quando l'Impero austriaco fu costretto a cedere la Carinzia, la Carniola, la Croazia a sud-est del fiume Sava, Gorizia e Trieste all'Impero Francese, a seguito della battaglia di Wagram e del conseguente trattato di pace di Schönbrunn.

Il nuovo confine con il Regno d’Italia ora scorreva lungo il fiume Isonzo, dalla foce alle sorgenti.
Tutti questi territori strappati all'Austria, unitamente a quelli dell'ex Repubblica di Ragusa (occupata dalla Francia dal 1806) ed annessa al Regno d'Italia nel 1808 e della Dalmazia ed Istria già venete (incorporate nel Regno d'Italia napoleonico dal 1805), andarono a confluire nella nuova unità amministrativa delle Province Illiriche, che nel nome riprendeva l'antica Illiria o la vecchia provincia romana dell'Illyricum abitata dalla popolazione degli Illiri e che confinava con l'Adriatico comprendendo le successive provincie di Pannonia e Dalmazia. L'antica denominazione fu scelta per tentare di cancellare nella memoria delle popolazioni delle province il ricordo delle precedenti occupazioni.
Nell'agosto 1813, l'Austria dichiarò guerra alla Francia e le truppe austriache, comandate dal generale Franz Tomassich, invasero le Province illiriche; al contempo si registrarono defezioni da parte delle truppe croate, slovene, giuliane e dalmate arruolate nell'esercito francese. Le uniche resistenze alla rioccupazione austriaca si verificarono dove erano presenti milizie italiane (Zara e Cattaro): a Ragusa un'insurrezione cacciò i francesi dalla città nella speranza di ricostituire l'antica repubblica, ma la città fu occupata dalle truppe austriache il 20 settembre 1813; Zara si arrese il 6 dicembre, dopo un assedio di 34 giorni, mentre Cattaro fu occupata da forze montenegrine che resistettero fino all'11 giugno 1814, data in cui il principe del Montenegro cedette il territorio agli austriaci. Le navi britanniche si ritirarono dalle isole della costa dalmata solo nel luglio 1815, dopo la battaglia di Waterloo.
Il Congresso di Vienna del 1815 confermò la sovranità austriaca sulle Province Illiriche, che non furono più ricostituite. Il nome fu però ripreso nel Regno d'Illiria, un'unità amministrativa dell'Impero austriaco che sopravvisse sino al 1849.

## Organi di governo
Col decreto deI Napoleone del 15 aprile 1811  (Decret sur l'organisation de l'Illyrie) fu organizzato il Governo generale delle Province illiriche (Le gouvernement general des provinces d'Illyrie): gli ufficiali del governo, oltre al governatore generale (gouverneur-général), furono anche l'intendente generale delle finanze (intendant général des finances) e il commissario di giustizia (commissaire de justice) di nomina imperiale. Con due giudici della Corte d'Appello in Lubiana, essi formarono il Consiglio minore (petit conseil) come l'organo supremo amministrativo-giuridico delle Province. Primo governatore generale fu il generale francese Auguste Marmont, duc de Raguse, per la parte civile aiutato da Vincenzo Dandolo, già provveditore generale di Dalmazia nel Regno d'Italia dal 1806.
I supremi organi giurisdizionali erano il Consiglio minore in Lubiana e la Corte di Cassazione in Parigi (Cour de cassation). A Lubiana, Zara e Ragusa avevano sede le corti d'appello (Cour d'appel). In ogni capoluogo provinciale (della intendenza, eccetto la Croazia militare che aveva l'amministrazione speciale, cioè militaire) - Lubiana, Villaco, Trieste, Karlstadt (Karlovac), Zara e Ragusa - e in Cattaro, Spalato, Fiume, Gorizia, Novo mesto (Neustadt), e Lienz - esisteva un Tribunale di prima istanza (Tribunal de première instance); in Lubiana, Trieste, Fiume e Ragusa esistevano i tribunali commerciali (Tribunal de commerce). Nei capoluoghi dei cantoni avevano sede le giudicature di pace con giudici di pace (juges de paix).

## Divisione amministrativa
Le Province illiriche furono annesse dalla Francia ed organizzate a partire dal 25 dicembre 1809 sulla falsariga dei dipartimenti francesi, ma la loro dipartimentalizzazione non fu mai terminata e così rimasero delle "intendenze" (intendances). A capo di ciascuna delle 11 intendenze si trovava un intendente (governatore).
Dal 1809 al 1811 i dipartimenti furono 11:
| Nome del dipartimento                  | Capoluogo             |
| -------------------------------------- | --------------------- |
| Adelsberg (Postumia)                   | Adelsberg (Postumia)  |
| Bouches-du-Cattaro (Bocche di Cattaro) | Cattaro               |
| Croatie (Croazia)                      | Karlstadt (Karlovac)  |
| Dalmatie (Dalmazia)                    | Zara                  |
| Fiume                                  | Fiume                 |
| Gorice (Gorizia)                       | Gorizia               |
| Laybach (Lubiana)                      | Laybach (Lubiana)     |
| Neustadt (Novo mesto)                  | Neustadt (Novo mesto) |
| Raguse (Ragusa)                        | Ragusa                |
| Trieste                                | Trieste               |
| Willach (Villaco)                      | Willach (Villaco)     |

Il 15 aprile 1811, le Province Illiriche furono riorganizzate e divise in 7 province o intendenze (a capo di ogni intendenza o provincia stava un intendente, intendant), a loro volta suddivise in distretti (districts); nei capoluoghi distrettuali che non furono capoluoghi delle province (intendenze) esistettero le "sottodelegazioni" o "sottoprefetture" (subdélégations) con i sottodelegati (subdélégués):
| Nome della provincia                 | Capoluogo            | Sottodelegazioni (Subdélégations)                              | Note                                                     |
| ------------------------------------ | -------------------- | -------------------------------------------------------------- | -------------------------------------------------------- |
| Carinzia (Carinthie)                 | Willach (Villaco)    | Lienz                                                          | formata da Willach                                       |
| Carniola (Carniole)                  | Laybach (Lubiana)    | Adelsberg (Postumia), Krainburg (Kranj), Neustadt (Novo mesto) | formata da Adelsberg, Laybach e Neustadt                 |
| Croazia civile (Croatie civile)      | Karlstadt (Karlovac) | Fiume, Lussinpiccolo (capoluogo dal 16.01.1812)                | formata da Fiume e da una parte della Croatie            |
| Croazia militare (Croatie militaire) | Segna                |                                                                | formata da una parte della Croatie                       |
| Istria (Istrie)                      | Trieste              | Gorizia, Capodistria, Rovigno                                  | formata da Trieste e Gorice                              |
| Dalmazia (Dalmatie)                  | Zara                 | Spalato, Lesina, Sebenico, Macarsca                            | formata dalla Dalmatie                                   |
| Ragusa (Raguse)                      | Ragusa               | Curzola, Cattaro                                               | formata dalle Bouches-du-Cattaro, da Raguse e da Curzola |

I distretti erano suddivisi in cantoni (cantons) con giudici di pace (juges de paix), e quelli in comuni (communes/municipalités) con consiglio comunale (conseil municipal), podestà (maire) e assessori (adjoints), oppure consiglio, sindaco (syndic) e vicesindaco (suppleant). Quelli ufficiali e consiglieri vennero nominati dall'imperatore o dal governatore generale.